# Мальовничий провулок
Мальовни́чий прову́лок — провулок у Святошинському районі міста Києва, селище Біличі. Пролягає від Мальовничої вулиці до вулиці Йосипа Маршака.
Прилучається вулиця Патріарха Володимира Романюка.

## Історія
Провулок виник у першій половині XX століття.

## Зображення

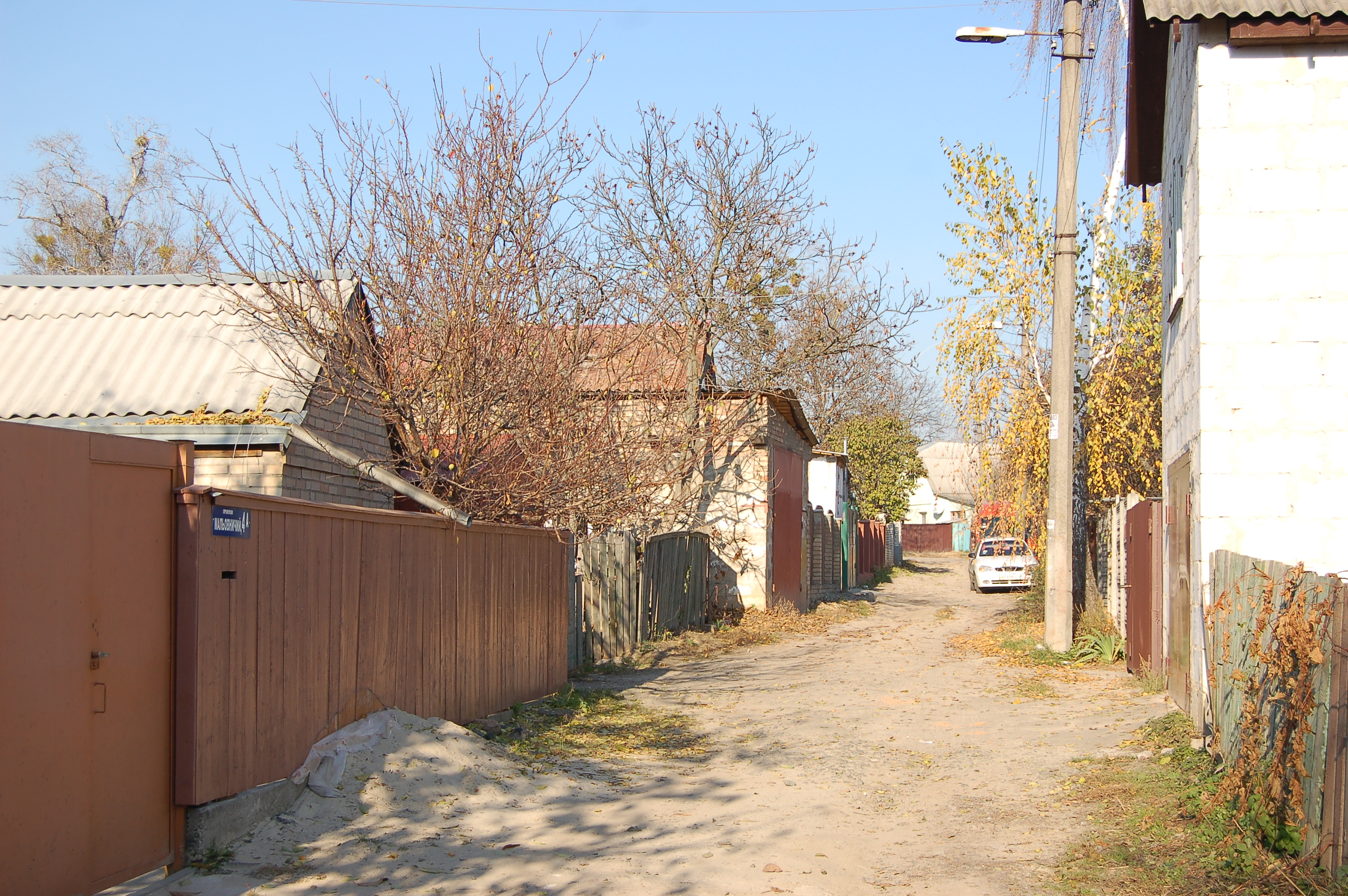
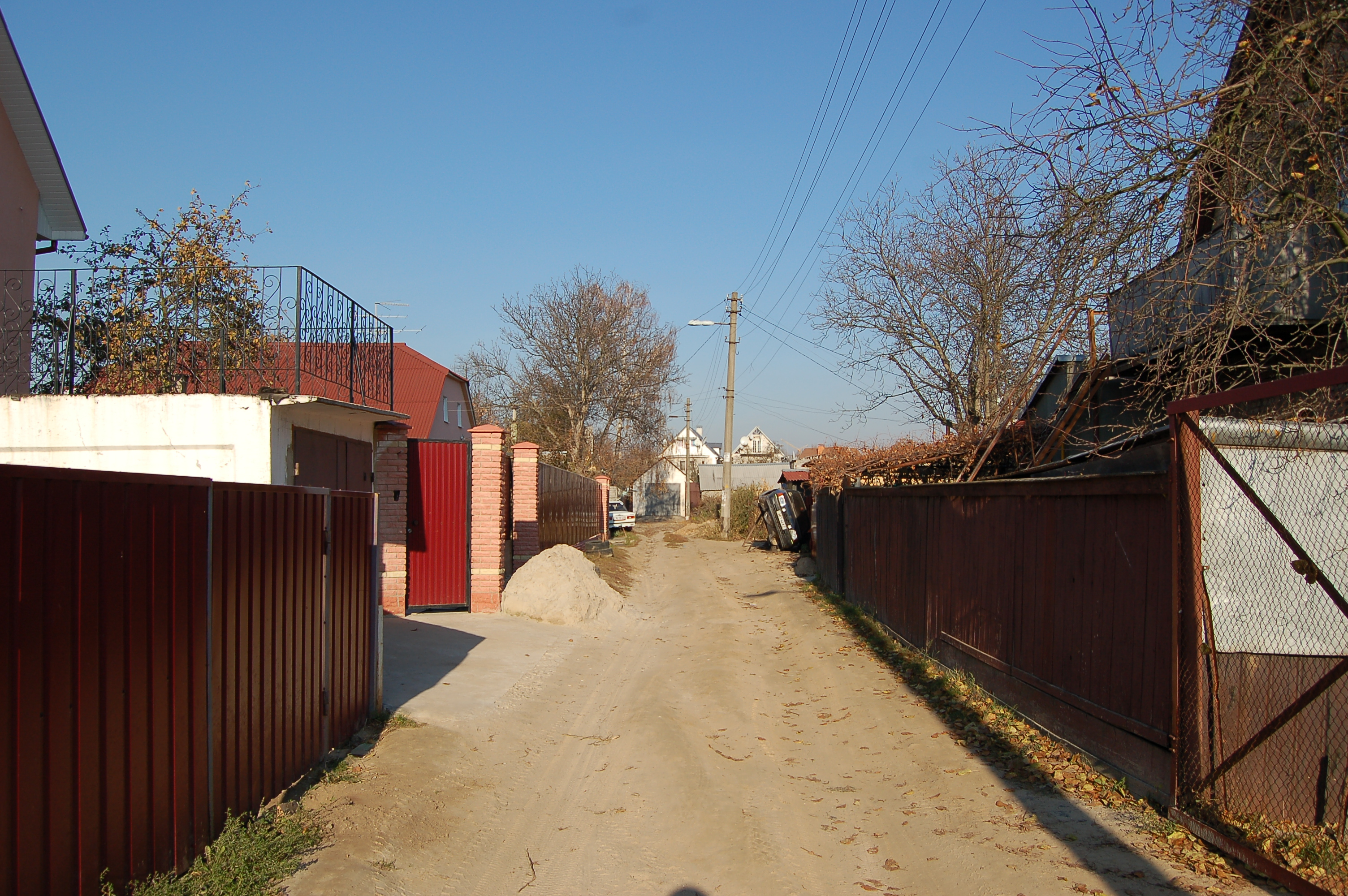